# NSB El 17 sorozat
Az NSB El 17 sorozat egy norvég Bo'Bo' tengelyelrendezésű villamosmozdony-sorozat. 1981 és 1987 között gyártotta a Norsk Elektrisk & Brown Boveri, a BBC és a Thyssen Henschel Kassel. Összesen 12 db készült el belőle.